# حشية

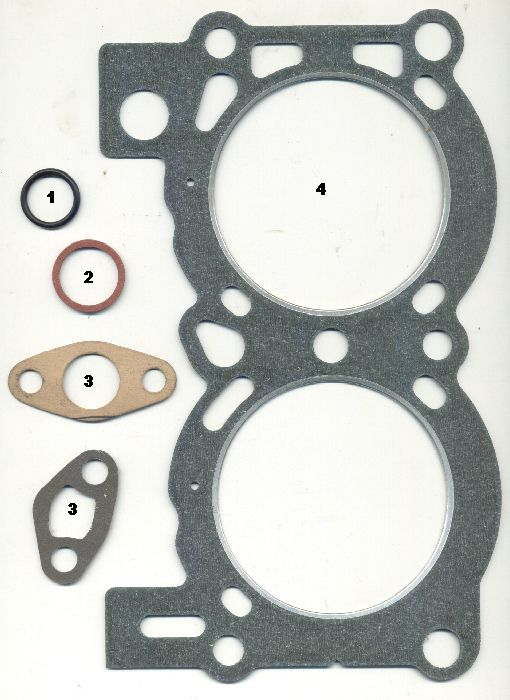
بعض موانع التسريب وحواشي الإحكام
1. حلقة عازلة
2. فلكة ليفية
3. حشية إحكام ورقية
4. رأس الأسطوانة حشية إحكام

الحَشِيَّة أو اللَّبُوس أو الجوان أو الباكن هو مانع التسرب ميكانيكي [الإنجليزية] يملأ الفراغ بين جسمين متقابلين أو أكثر بغرض منع تسرب أي شيء من هذين الجسمين أو إليهما حال وضعهما تحت ضغط. وهي طبقة الإحكام المسطحة الموجودة بين رأس الأسطوانة القابلة للفك وكتلة الأسطوانة. تعمل كنهاية مُحكمة لمنع تسرب الموائع، مثلا في محركات الاحتراق تمنع تسرب الغازات والماء لغرفة الاحتراق. تحتوي على تشققات لتفويت ماء التبريد، وتتكوّن من عناصر وأشكال مختلفة من نسيج الأسبست والأنسجة المعدنية لحماية الأسبست باستخدام حواف معدنية، مثل حيز الاحتراق ومنافذ الماء والزيت وثقوب تثبيت المسامير. لكي تتحمل الحشية الضغط تربط مسامير رأس الأسطوانة بإحكام باستخدام مفتاح عزم.
كما يمكن إدخال حواشي الإحكام بين أي سطحين متقابلين «غير مكتملين» في أحد أجزاء الماكينة لكي يملأ الفراغات التي تتخللها، وعادةً ما تصنع حواشي الإحكام من قطع بعض المواد كتلك التي تصنع من الورق أو المطاط أو السيليكون أو المعدن أو البلوط أو اللباد أو النيوبرين أو مطاط النتريل أو الألياف الزجاجية أو متعدد رباعي فلورو الإيثيلين (ويطلق عليه أيضًا PTFE أو تفلون) أو البوليمر البلاستيكي (مثل بولي كلوروترفلوروإيثيلين).
وقد تحتوي حواشي الإحكام التي تستخدم في أغراض معيّنة كأنظمة البخار عالي الضغط على مادة الأسبستوس، ولكن يُفضَّل استخدام حواشي الإحكام الخالية من مادة الأسبستوس بقدر الإمكان نظرًا لأن هذه المادة تنطوي على بعض الأخطار الصحية.
كما يُستحسن أن يتم تصنيع حاشية الإحكام من مادة مرنة إلى حدٍ ما بحيث يمكن له أن يتطبع وأن يسد الفراغ بين سطحي الجسمين المتقابلين والذي صُمّم لأجله وأي فراغات بسيطة تتخلل سطحي هذين الجسمين. كما تحتاج بعض حواشي الإحكام إلى وضع عنصر لإحكام الغلق على سطحها لكي تعمل بشكل صحيح.
وقد تحتوي حواشي الإحكام (في المواسير) في داخلها على معادن، وترتكز على سطحٍ أفقي لضمان منع التسريب لكي يتم استغلال قدرة المعدن على الدوران (بما يوازي σy قوة مرونة المادة الرئيسية التي صُنعت منها حواشي الإحكام دون أن يتجاوزها)، حيث يظهر ذلك في بعض «الوصلات الدائرية» (RJ) أو بعض حواشي الإحكام المعدنية كتلك التي قامت بتصنيعها شركة جرايلوك (Graylock) (إحدى فروع شركة أوشينيرنغ الدولية (Oceaneering International))، وتعرف بالوصلات الضاغطة R-con وE-con.

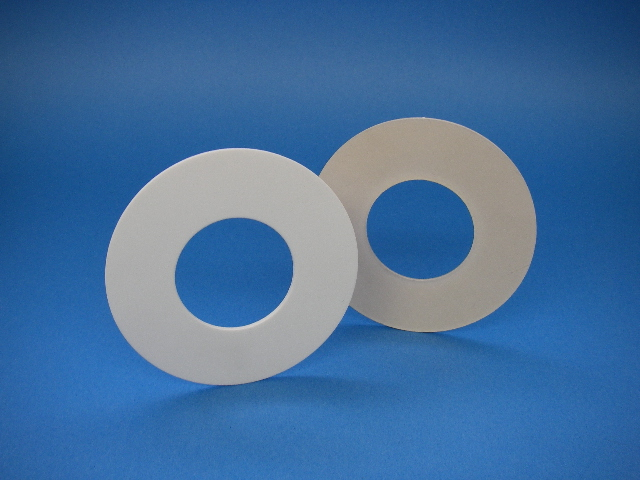
حاشية إحكام من متعدد رباعي فلورو الإيثيلين ((Polytetrafluoroethylene (PTFE)

## الخصائص

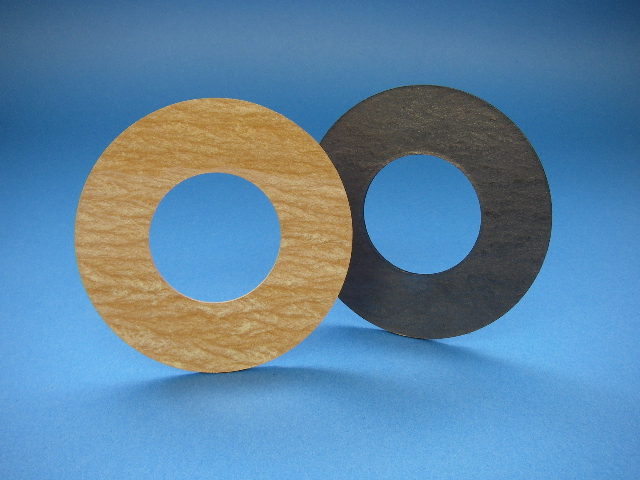
حشية إحكام ليفية مضغوطة

ومن أهم مميزات حشية الإحكام الليفية المضغوط والذي يستخدم في الأغراض الصناعية أنه يستطيع تحمل الضغوط العالية، كما تحتوي معظم حواشي الإحكام التي تستخدم في الأغراض الصناعية على مسامير تبذل ضغطًا يعادل 14 ميجاباسكال (2000 رطل/بوصة مربعة (psi)) أو يزيد عنه. بصفةٍ عامة هناك بعض الحقائق البديهية التي ترفع مستوى أداء حواشي الإحكام. وتتمثل أكثرها تجربةً وفحصًا في الآتي: «كلما زاد الضغط على حشية الإحكام كلما زاد عمرها الافتراضي».
وهناك العديد من طرق قياس مدى قدرة مادة حشية الإحكام على تحمل الضغوط العالية، حيث يعد «اختبار الضغط الحراري» أكثرها انتشارًا، وستقوم معظم الشركات التي تعمل في مجال تصنيع حواشي الإحكام بعرض نتائج هذه الاختبارات أو نشرها.

### تصميم حواشي الإحكام (الجوانات)
تختلف تصميمات حواشي الإحكام باختلاف الغرض الذي تستخدم من أجله والتكلفة المقررة لها والعناصر الكيميائية المستخدمة في تصنيعها والمعايير الفيزيائية:

### حواشي الإحكام (الجوانات) الورقية
يسهل تصنيع حاشية الإحكام الورقية حيث "يتم ثقب"، لوح من الورق المقوى على شكل حشية الإحكام المطلوبة"، وتتميّز حواشي الإحكام الورقية بخشونتها وثباتها وقلة تكلفتها. وقد كانت حواشي الإحكام الورقية تحتوي على مادة الأسبستوس قديمًا ثم تم استبدالها في الآونة الأخيرة بمواد ليفية كالجرافيت. تدخل حواشي الإحكام الورقية في تركيب العديد من المستلزمات الكيميائية نظرًا لتمتع عناصرها بالخمول الكيميائي ولأن هذه الموانع تتناسب مع التكلفة المقررة لصناعة هذه المستلزمات الكيميائية، في حين جرت العادة بعدم استخدام حواشي الإحكام الورقية في كثير من الأغراض الصناعية التي تتعرّض للحرارة والضغط.

### حواشي الإحكام (الجوانات) الصلبة
تكمن فكرة حواشي الإحكام الصلبة في أنها تُصنّع من المعادن التي لا يمكن تشكيلها من ألواح الورق المقوى ولكنها تُصنّع أيضًا بتكلفة بسيطة. وتتميّز حواشي الإحكام الصلبة عن الورقيّة بأنها أعلى جودةً منها وأنها تتحمل درجات حرارة أعلى وضغط أعلى، إلا أنه يجب ضغطها بشدّة لكي تصبح في نفس مستوى رأس الشفة وبالتالي تمنع التسريب حيث يعد ذلك أحد عيوبها الرئيسية، بالإضافة إلى صعوبة اختيار المعدن تخوفًا من احتمال تعرضه للتأكسد أو الصدء. ومن عيوبها أيضًا أنه يجب أن يكون المعدن المستخدم أكثر نعومة من الشفة &mdash لضمان ثبات الشفة وبالتالي عدم التسريب عند استخدام حواشي إحكام جديدة، وبرغم ذلك فإن حواشي الإحكام هذه تُستخدم في أغراض معيّنة.

### حواشي الإحكام (الجوانات) الملفوفة حلزونيًا
تتكون حواشي الإحكام الملفوفة حلزونيًا من مزيجٍ من مادةٍ معدنية ومادة ملء، حيث تلتف المادة المعدنية (التي عادةً ما تكون غنية بمادة الكربون أو الفولاذ المقاوم للصدأ (الستانلس ستيل)) نحو الخارج بطريقة حلزونية (أو بأي طريقة أخرى) وتلتف في نفس اتجاهها مادة الملء (التي غالبًا ما تكون من الجرافيت المرن) ولكنها تبدأ لفتها من الجانب المقابل، وبالتالي تتكون طبقات متبادلة من المعدن ومادة الملء، حيث تعمل مادة الملء في حواشي الإحكام هذه على منع التسريب، في حين يعمل المعدن على دعم هيكل حشية الإحكام.
ولقد ثبتت جدارة حواشي الإحكام هذه في معظم الأغراض إلا أن قدرتها على التثبيت أقل من قدرة حواشي الإحكام الصلبة رغم أن تكلفتها أعلى.

### حواشي الإحكام (الجوانات) ثابتة الضغط
تتكوّن حواشي الإحكام ثابتة الضغط من عنصرين كالآتي: حلقة حاملة صلبة مصنوعة من مادة مناسبة كالفولاذ المقاوم للصدأ (الستانلس استيل) وعنصرين لإحكام الغلق مصنوعين من مادة قابلة للضغط ومثبتين داخل قناتين متقابلتين تقع إحداهما عند أحد جانبي الحلقة والأخرى عند الجانب الآخر، حيث يتكوّن عنصرا إحكام الغلق في الغالب من مادة تتناسب مع جميع الموائع (كالجرافيت المتمدد ومتعدد رباعي فلورو الإيثيلين (polytetraflouroethylene (PTFE) والفيرميكيولايتات (vermiculite) وغيرها). ويُطلق على حشية الإحكام ثابتة الضغط هذا الاسم لأن شكل الحلقة الحاملة يسمح للشفة بالدوران (أي الانحراف تحت ضغط المسامير). ففي حواشي الإحكام التقليدية الأخرى عندما يتم تثبيت الشفة بشدة ووضعها تحت ضغط فإنها تنحرف بشكل نصف قُطري مما يضغط أكثر على حشية الإحكام ويزيد من التحميل على سطحها الخارجي،
وتتم مراعاة هذا الانحراف عند تصميم الحلقة الحاملة لأي شفة حسب حجمها ومعدل الضغط عليها والمادة المستخدمة في تصنيعها، حيث يتم تطويعها لتجعل ضغط حشية الإحكام يتجمع بشكل شعاعي عبر منطقة التسريب الداخلية. علاوةً على ذلك ونظرًا لأن رؤوس الشفة تحبس عناصر إحكام الغلق في القنوات المقابلة لها على الحلقة الحاملة، تنتقل القوى التي تضغط على حشية الإحكام خلال الحلقة الحاملة وتوقف الضغط على عناصر إحكام الغلق، وبالتالي تجعل ضغط حشية الإحكام «ثابتًا» أثناء استخدامها، وهكذا تتم حماية حشية الإحكام من العوامل التي قد تؤدي لتلفها كالتحرك ببطء والاهتزاز المرتفع والدورات الحرارية. تكمن الفكرة الرئيسية التي تقوم عليها قدرة حواشي الإحكام ثابتة الضغط على إحكام الغلق في الآتي: (1) إذا استطاعت أسطح الشفة المانعة للتسريب أن تصل إلى مكان التسريب (2) تتناسب عناصر إحكام الغلق مع الموائع وتطبيقها (iii) ويتم ضغط حشية الإحكام على الجهاز لسد مكان التسريب وبالتالي يتم الحد من إمكانية تسريب المانع أثناء استخدامه أو استبعاد ذلك تمامًا.
تُنسب براءة اختراع حواشي الإحكام ثابتة الضغط إلى شركة جينكو (JJENCO, Inc.) التي تقع في تشارلوت، ولاية كارولينا الشمالية، الولايات المتحدة الأمريكية، حيث تعمل هذه الشركة في مجال بيع جميع أشكال حواشي الإحكام ثابتة الضغط التي تستعمل في مختلف الأغراض تحت اسم العلامة التجارية "PerfectSeal".

### حواشي الإحكام (الجوانات) مزدوجة الغلاف
تتكون حواشي الإحكام مزدوجة الغلاف أيضًا من مزيج من المواد المعدنية ومادة ملء، حيث يتم تصنيع أنبوبة تشبه أطرافها حرف الـ"C" من المعدن وتوضع في تجويف حرف الـ"C" قطعة إضافية تزيد من سمك الأنبوبة عند ملتقى نقاطها، ويتم إدخال مادة الملء بين الأنبوبة والقطعة. وعند استخدام حشية الإحكام المضغوط يزيد حجم المعدن عند الطرفين حيث يتم التفاعل (نتيجةً لتفاعل الأنبوبة مع القطعة) وتقوم هاتان المنطقتان بإحكام غلق الجهاز. ونظرًا لأنه يلزم لتركيب حشية الإحكام توفر أنبوبة وقطعة فقط، فقد يتم تصنيعها من أية مادة تُشكّل من الورق وإضافة مادة الملء إليها، حيث يتناسب كل شكل مع الغرض الذي تم تصميمه لأجله.

### حواشي الإحكام (جوانات) Kammprofile
تستخدم حواشي الإحكام Kammprofile في العديد من السدادات القديمة لأنها تتميّز بطبيعتها المرنة وأدائها المتميّز. وتتكون حواشي الإحكام Kammprofile من تجويف صلب مموّج الشكل محاط بطبقة مرنة، حيث يمكّنها هذا الترتيب من تحمل الضغط العالي والسدادة المُحكمة بشدة التي تقع على طول نتوءات حشية الإحكام. ويتم إصلاح حواشي الإحكام Kammprofile إذا تُركت لفترة دون استخدام، فقد تسقط مادة الجرافيت في مكان التجويف المعدني. يتم إنتاج معظم أشكال حواشي الإحكام Kammprofile بتكلفة عالية ولكنه في مقابل ذلك يتميّز بطول عمره الافتراضي وزيادة درجة فعاليته.

### حشية إحكام الشفة
تعد حشية إحكام الشفة أحد أنواع حواشي الإحكام والتي يتم تصميمها بحيث تملأ الفراغ بين طرفي الماسورة اللّذَين يتسعان ليكونا سطحًا أكثر ارتفاعًا.
تتعدد أحجام حواشي إحكام الشفة حيث يمكن تصنيفها حسب قطرها الداخلي والخارجي،
كما تختلف معايير حشية إحكام شفة رأس المواسير، حيث يمكن تقسيمها إلى أربع فئات كالتالي:
1. حواشي الإحكام (الجوانات) الورقية
2. حواشي الإحكام المعدنية المموّجة
3. حواشي الإحكام الدائرية
4. حواشي الإحكام الملفوفة حلزونيًا

يسهل صناعة حواشي الإحكام الورقية حيث يتم تشكيلها لتتناسب مع جميع الشفات سواء تلك التي تحتوي على فتحات مسامير أو التي لا تحتوي عليها بأحجام قياسية متباينة السُّمك ومادة تتناسب مع ضغط السوائل والحرارة داخل خط الأنابيب.
حواشي الإحكام الدائرية والتي يطلق عليها أيضًا اسم RTJ عادةً ما تستخدم حواشي الإحكام هذه في خطوط أنابيب استخراج البترول من البحر، كما أنها مصممة لتعمل تحت ضغط مرتفع. وتتكون حواشي الإحكام هذه من حلقات معدنية صلبة تختلف مقاطعها العرضية منها البيضاوي والدائري وثماني الأضلاع وغير ذلك وقد يتم ثقب هذه الحلقات من الوسط لمعادلة الضغط.
تستخدم حواشي الإحكام الملفوفة حلزونيًا أيضًا في خطوط أنابيب الضغط العالي، وتتكون من حلقات خارجية وداخلية من الفولاذ المقاوم للصدأ (الستانلس ستيل) ويملأ مركزها شريط من الستانلس ستيل ملفوف بشكل حلزوني وملفوف حول مادتي الجرافيت والتفلون على شكل حرف V، حيث يتم الضغط على أوجه حرف V مما يدفع حشية الإحكام لسد أوجه الشفة.

## التحسينات
لقد تم تحسين العديد من حواشي الإحكام لزيادة عمرها الافتراضي أو رفع مستوى أدائها كالتالي:
- تم تزويد حواشي الإحكام بحلقة ضغط داخلية، حيث تتحمل هذه الحلقة ضغط الشفة المرتفع دون أن تتلف حشية الإحكام. لا تؤثر حلقة الضغط بشكل كبير على حشية الإحكام حيث يتم استخدامها فقط عندما يرتفع معدل قصور التصميم القياسي لحشية الإحكام.
- تم تزويد حواشي الإحكام بحلقة توجيه خارجية، حيث توضع هذه الحلقة في الأجهزة الأبسط تركيبًا وتعتبر بمثابة مانع للضغط المنخفض. وفي بعض عمليات الألكلة، يتم تحويل حشية الإحكام إلى حواش إحكام مزدوجة الغلاف ليتم عرض وقت سقوط أول عنصر إحكام من خلال جهاز البطانة الداخلية مقرونًا بطلاء الألكلة.